# Opération Python (1971)
Troisième guerre indo-pakistanaise

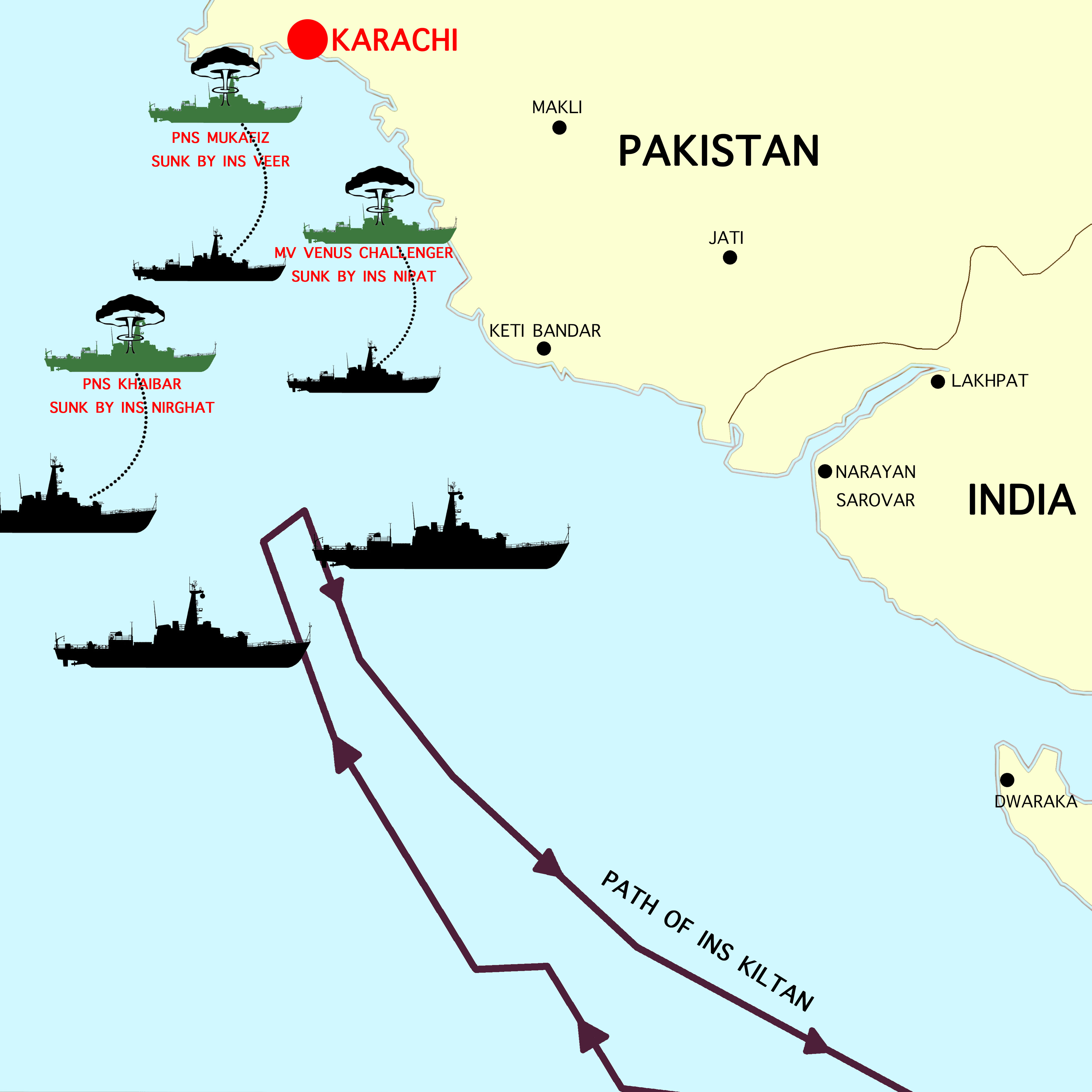
Carte des opérations.

L’opération Python est une attaque navale lancée dans la nuit du 8 au 9 décembre 1971 par la marine indienne contre les installations portuaires de Karachi pendant la troisième guerre indo-pakistanaise.

## La bataille
Karachi est attaqué avec succès par les bâtiments de guerre indiens le 3 décembre 1971, dès l'ouverture des hostilités, dans le cadre de l'opération Trident. L'état-major indien planifie immédiatement une seconde attaque du port, afin d'une part de paralyser définitivement son fonctionnement et ainsi porter un coup sévère à l'économie pakistanaise, et d'autre part pour neutraliser la menace que représente la marine pakistanaise.
L'opération est déclenchée dans la nuit du 8 au 9 décembre. Par une mer forte, le navire lance-missiles Vinash et deux frégates anti sous-marines approchent de leurs objectifs. Dans la bataille qui s'ensuit, les bateaux indiens coulent le Gulf Star, un navire de commerce battant pavillon panaméen, et endommagent les navires pakistanais Dacca (en) et britannique Harmattan. Les installations pétrolières du Karachi, qui assurent l'approvisionnement de toute la région sont totalement détruites et les incendies qui en résultent sont visibles à plus de 60 miles de distance.

## Les conséquences
Les résultats de cette opération, conjugués avec ceux de l'opération Trident, sont désastreux pour le Pakistan. Karachi, son principal port de l'époque, est totalement hors service et la région est menacée à court terme de paralysie à la suite de la destruction des installations pétrolières. L'Inde a remporté un succès stratégique majeur. Tactiquement, sa marine s'est montrée supérieure à celle du Pakistan qui a subi de lourdes pertes et s'est révélée incapable d'empêcher l'action des navires adverses. Le 8 décembre toutefois, la marine pakistanaise remporte sa seule victoire du conflit, lorsque le sous-marin Hangor coule la frégate indienne Khukri au large de Diu.

## Sources
- (en) Global Security
- (en) S.M.Nanda, The Man Who Bombed Karachi, HarperCollins India, 2004
- (en) How west was won...on the waterfront
- (en) Operations in the Arabian Sea - Pakistan Military Consortium

## Référence
- (en) Cet article est partiellement ou en totalité issu de l’article de Wikipédia en anglais intitulé « Operation Trident (1971) » (voir la liste des auteurs).